# Lakis Proguidis
Lakis Proguidis (Vólos, 1947) è uno scrittore francese.

## Biografia
Ha studiato al Politecnico di Salonicco ed è diventato un ingegnere civile. Si è trasferito a Parigi nel 1980 dove ha conseguito un dottorato sull'opera di Alexandre Papadiamándis (1851-1911) nel 1994. 
Fondatore nel 1993 de L'Atelier du roman, da lui diretto, ha pubblicato cinque saggi sull'arte del romanzo: Un écrivain malgré la critique. Essai sur l’œuvre de Witold Gombrowicz (Gallimard, 1989), La Conquête du roman. De Papadiamantis à Boccace (Les Belles Lettres, 1997), De l’autre côté du brouillard. Essai sur le roman français contemporain (Nota bene, 2001, Canada), L’Anima numerica. A proposito de L’Uomo senza qualità di Robert Musil(Metauro Edizioni, 2006, Italia) e Guerres et Roman, con Michel Déon (Flammarion, 2006). 
È anche direttore degli Incontri internazionali de L’Atelier du roman  che si svolgono ogni anno a Nauplia in Grecia. 

## Opere
- Un écrivain malgré la critique. Essai sur l’œuvre de Witold Gombrowicz, Gallimard, 1989
- La Conquête du roman. De Papadiamantis à Boccace, Les Belles Lettres, 1997
- De l’autre côté du brouillard. Essai sur le roman français contemporain, Nota bene, Canada, 2001
- L’Anima numerica. A proposito di L’Uomo senza qualità di Robert Musil, Metauro Edizioni, Italia, 2006
- Guerres et Roman, con Michel Déon, Flammarion, 2006

## Premi e riconoscimenti
- Premio della Cancelleria delle Università di Parigi (1992)
- Premio Oscar francese (1997 e 2002)
- Premio Michel-Dard (1999) [1]
- Gran premio letterario della città di Antibes Jacques-Audiberti (2002).